# Lac de Crabounouse
Le lac de Crabounouse est un lac pyrénéen français situé administrativement dans la commune de Gavarnie-Gèdre dans le département français des Hautes-Pyrénées, dans le Lavedan en Occitanie.
Le lac a une superficie de 0,6 ha pour une altitude de 2 712 m, il atteint une profondeur de 5 m.

## Toponymie
Crabounousa signifie « terrain à chèvres », domaine des isards.

## Géographie
Le lac de Crabounouse est enfoncé au sud-est du vallon du Barrada et se trouve dans le massif du Néouvielle, entre l’Arête de Crabounouse à l’est, au nord-est du pic de Crabounouse (3 021 m) et au nord du pic de Bugarret (3 031 m).

### Topographie
|  |                           |                                  |
|  | lac de Crabounouse        | Arête de Crabounouse Lac Tourrat |
|  | Pic de Bugarret (3 031 m) | Pic de Crabounouse (3 021 m)     |

### Géologie
Le lac de Crabounouse est un lac glaciaire de montagne, dont la formation se passe en trois étapes majeures :
1) À l'Éocène vers −40 Ma se forme la chaîne des Pyrénées à la suite de la remontée vers le nord de la plaque africaine qui entraîne avec elle la plaque ibérique. Cette dernière glisse alors sous la plaque eurasiatique située plus au nord, ce qui entraîne le plissement, le relèvement et le charriage des couches géologiques de la croûte terrestre.
2) À partir du Pliocène puis surtout du Pléistocène, de −5 Ma à −10 000 ans, un refroidissement général du climat entraîne la formation de glaciers et d'une érosion glaciaire (vallées, cirques, moraines, ombilics, etc) dans toute la chaîne des Pyrénées.
3) Depuis l'Holocène, à partir de −10 000 ans, un redoux climatique entraîne la disparition des glaciers et la formation dans leur sillage de nombreux lacs glaciaires qui sont de deux sortes :
- le lac de verrou qui se forme dans un ombilic glaciaire formant un creux naturel et terminé par un verrou glaciaire rocheux.
- le lac de moraine qui se forme derrière une moraine agissant comme un barrage naturel.

## Protection environnementale
Le lac fait partie d'une zone naturelle protégée, classée ZNIEFF de type 1 : Montagnes de Campbieil et Barrada et vallon du Barrada et de type 2 : Haute vallée du gave de Pau : Vallées de Gèdre et Gavarnie.

## Voies d'accès
Le lac de Crabounouse est accessible au départ de la centrale hydroélectrique de Pragnères au bord de la route départementale 921 prendre dans le vallon du Barrada le sentier vers le cirque du Lis et se diriger vers le pic de Crabounouse.